# Woodbine (Iowa)
Pour les articles homonymes, voir Woodbine.
Woodbine est une ville du comté de Harrison, en Iowa, aux États-Unis. Elle est fondée en 1866 et incorporée le 9 novembre 1877.

## Source de la traduction
- (en) Cet article est partiellement ou en totalité issu de l’article de Wikipédia en anglais intitulé « Woodbine, Iowa » (voir la liste des auteurs).